# Freies Spiel
Der Begriff freies Spiel wird in zwei Hauptbedeutungen verwendet. Zum einen kann er sich auf den Regulierungsgrad eines Spiels beziehen, zum anderen auf dessen Lizenzstatus.

## Regelfreie Spiele
Das Kinderspiel findet oft ohne explizite Spielregeln statt und wird deshalb als freies Spiel bezeichnet. In der Pädagogik wird die Bedeutung dieses Verhaltens etwa von Rebeca Wild oder beim Konzept des Freispiels betont. Spiele für Jugendliche und Erwachsene haben meist genau definierte Regeln. Jedoch existieren auch hier freie Spiele, etwa freie Rollenspiele.

## Lizenzfreie Spiele
In Hinblick auf die Lizenz von Spielen wird der Begriff „freies Spiel“ uneinheitlich verwendet. Gemeint sein können traditionelle Spiele, auf die es nie ein Urheberrecht gab, oder für die dieses abgelaufen ist, etwa Schach oder Skat. Außerdem werden moderne Spiele, die explizit unter einer freien Lizenz stehen oder kostenlos sind, auch als „freies Spiel“ bezeichnet. 
Listen derartiger Spiele finden sich unter Liste quelloffener Computerspiele und freies Rollenspiel.